# Vela nos Jogos Olímpicos de Verão de 1900 - ½ – 1 t
As provas da classe ½ – 1 t da vela nos Jogos Olímpicos de Verão de 1900 ocorreram entre 24 e 25 de maio daquele ano em Meulan. Embarcações de meia a uma tonelada largaram em duas corridas, cada qual valendo as medalhas de ouro, prata e bronze. Trinta e cinco competidores da França estão documentados como os competidores desta classe.

## Calendário
| ● | competição de Meulan | ● | competição de Le Havre |

| 1900                      | Maio   | Maio   | Maio   | Maio   | Maio   | Maio   | Maio   | Maio   | Agosto | Agosto | Agosto | Agosto | Agosto | Agosto |
| 1900                      | 20 Dom | 21 Seg | 22 Ter | 23 Qua | 24 Qui | 25 Sex | 26 Sáb | 27 Qui | 1 Sex  | 2 Sáb  | 3 Dom  | 4 Seg  | 5 Ter  | 6 Qua  |
| ------------------------- | ------ | ------ | ------ | ------ | ------ | ------ | ------ | ------ | ------ | ------ | ------ | ------ | ------ | ------ |
| 0 a 0,5 tonelada          |        |        |        |        | ●      | ●      |        |        |        |        |        |        |        |        |
| Total de medalhas de ouro |        |        | 1      |        | 1      |        |        |        |        |        |        |        |        |        |

## Configuração do curso
Para esta classe, foi usado o percurso de 15 quilômetros (8,1 milhas náuticas) na área do percurso de Meulan. A corrida foi problemática devido à quase total ausência de vento.

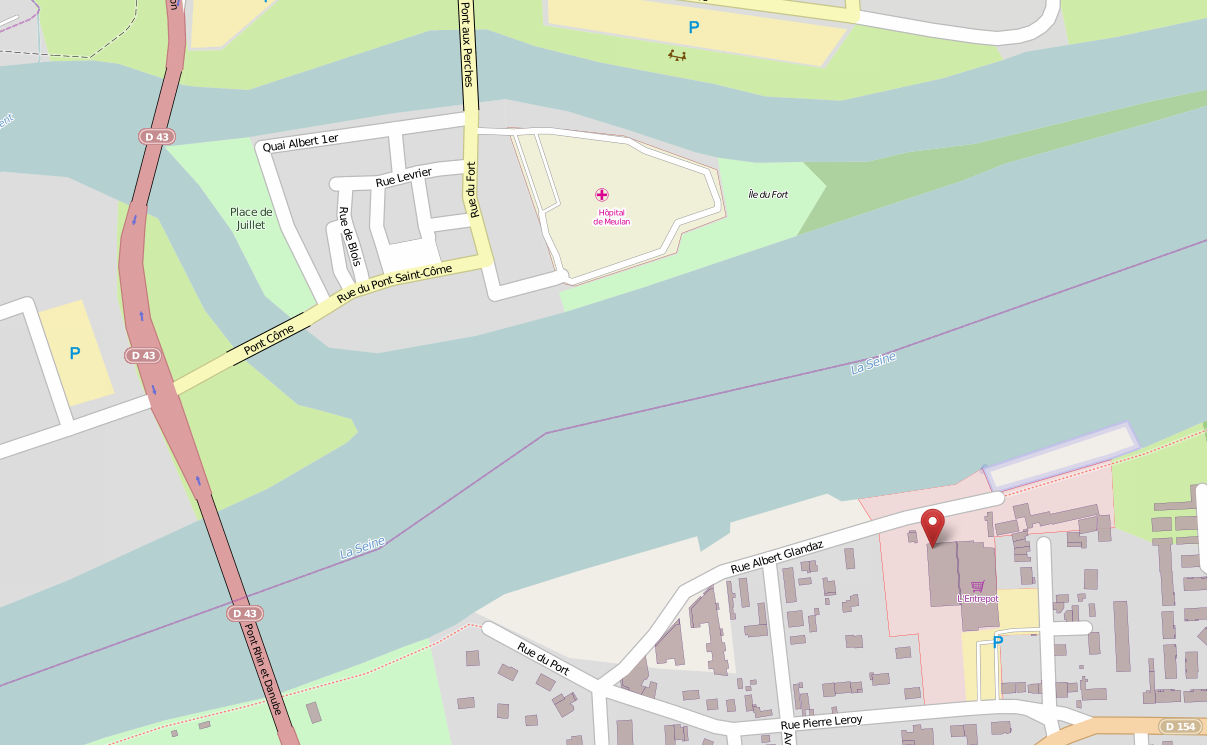
Área do curso

## Medalhistas
Na primeira corrida, Lorne Currie, John Gretton, Linton Hope e Algernon Maudslay consagraram-se como campeões olímpicos. A equipe composta por Jules Valton, Félix Marcotte, William Martin, Jacques Baudrier e Jean Le Bret ficou com a medalha de prata, enquanto a dupla Émile Michelet e Marcel Meran ficou com o bronze.
|  | GBR Grã-Bretanha                                        |  | FRA França                                                               |  | FRA França                  |
|  | Lorne Currie John Gretton Linton Hope Algernon Maudslay |  | Jules Valton Félix Marcotte William Martin Jacques Baudrier Jean Le Bret |  | Émile Michelet Marcel Meran |

Já na segunda corrida, quem ficou com a medalha de ouro foi Louis Auguste-Dormeuil. A dupla Émile Michelet e Marcel Meran conseguiu a prata. Por fim, Jules Valton, Félix Marcotte, William Martin, Jacques Baudrier e Jean Le Bret conquistaram a medalha de bronze.
|  | FRA França             |  | FRA França                  |  | FRA França                                                               |
|  | Louis Auguste-Dormeuil |  | Émile Michelet Marcel Meran |  | Jules Valton Félix Marcotte William Martin Jacques Baudrier Jean Le Bret |

## Resultados
Estes foram os resultados da competição:

### Primeira corrida
| Pos.              | Timoneiro                       | Tripulante                                                      | Embarcação     | CON         | Tempo             |
| ----------------- | ------------------------------- | --------------------------------------------------------------- | -------------- | ----------- | ----------------- |
| Medalha de ouro   | Lorne Currie                    | John Gretton, Linton Hope e Algernon Maudslay                   | Scotia         | Reino Unido | 3:29:45 (3:12:30) |
| Medalha de prata  | Jules Valton                    | Jacques Baudrier, Jean Le Bret, Félix Marcotte e William Martin | Crabe II       | França      | 3:39:23 (3:21:58) |
| Medalha de bronze | Émile Michelet                  | Marcel Meran                                                    | Scamasaxe      | França      | 3:42:40 (3:25:15) |
| 4                 | Jean de Chabannes la Palice     | desconhecido                                                    | Crabe I        | França      | 3:47:11 (3:29:46) |
| 5                 | Jean d'Estournelles de Constant | desconhecido                                                    | Pierre et Jean | França      | 3:52:44 (3:35:19) |
| 6                 | L. Legru                        | desconhecido                                                    | Suzon IV       | França      | 3:53:50 (3:36:25) |
| 7                 | Louis Auguste-Dormeuil          | desconhecido                                                    | Pettit-Poucet  | França      | 3:56:55 (3:39:30) |
| 8                 | Texier, o Timoneiro             | Texier, o Tripulante                                            | C.V.A.         | França      | 4:00:32 (3:43:07) |
| 9                 | Marc Jousset                    | desconhecido                                                    | Dick           | França      | 4:03:00 (3:45:35) |
| 10                | Letot                           | Dupland                                                         | Galopin        | França      | 4:03:58 (3:46:33) |
| 11                | Phocion Rossollin               | desconhecido                                                    | Ariette        | França      | 4:04:21 (3:46:56) |
| 12                | Jean Le Bret                    | desconhecido                                                    | Crocodile      | França      | 4:06:40 (3:49:15) |
| 13                | Albert Glandaz                  | desconhecido                                                    | Colette        | França      | 4:08:00 (3:51:??) |
| 14                | Henri Gauthier                  | desconhecido                                                    | Cinara         | França      | 4:10:00 (3:53:??) |
| —                 | Eugène Laverne                  | Georges Pottier, Jonet-Pastré e Pierre de Boulogne              | Sidi-Fekkar    | França      | Desclassificado   |
| —                 | Paul Wiesner                    | Arthur Bloomfeld, Georg Naue e Heinrich Peters                  | Aschenbrödelr  | Alemanha    | Desclassificado   |

### Segunda corrida
| Pos.              | Timoneiro                       | Tripulante                                                      | Embarcação     | CON         | Tempo             |
| ----------------- | ------------------------------- | --------------------------------------------------------------- | -------------- | ----------- | ----------------- |
| Medalha de ouro   | Louis Auguste-Dormeuil          | desconhecido                                                    | Pettit-Poucet  | França      | 3:27:07 (3:13:22) |
| Medalha de prata  | Émile Michelet                  | Marcel Meran                                                    | Scamasaxe      | França      | 3:30:31 (3:16:46) |
| Medalha de bronze | Jules Valton                    | Jacques Baudrier, Jean Le Bret, Félix Marcotte e William Martin | Crabe II       | França      | 3:41:24 (3:27:39) |
| 4                 | Lorne Currie                    | John Gretton, Linton Hope e Algernon Maudslay                   | Scotia         | Reino Unido | 3:45:46 (3:32:01) |
| 5                 | Jean de Chabannes la Palice     | desconhecido                                                    | Crabe I        | França      | 3:50:45 (3:37:00) |
| 6                 | Texier, o Timoneiro             | Texier, o Tripulante                                            | C.V.A.         | França      | 3:52:52 (3:40:07) |
| 7                 | L. Legru                        | desconhecido                                                    | Suzon IV       | França      | 3:59:27 (3:45:42) |
| 8                 | Phocion Rossollin               | desconhecido                                                    | Ariette        | França      | 4:08:10 (3:54:25) |
| 9                 | Letot                           | Dulpand                                                         | Galopin        | França      | 4:17:23 (4:05:40) |
| 10                | Paul Couture                    | desconhecido                                                    | Tornade        | França      | 4:19:52 (4:06:07) |
| 11                | G. Pigeard                      | desconhecido                                                    | Demi-Mondaine  | França      | 4:30:08 (4:16:23) |
| —                 | Jean Le Bret                    | desconhecido                                                    | Crocodile      | França      | Desclassificado   |
| —                 | Jean d'Estournelles de Constant | desconhecido                                                    | Pierre et Jean | França      | Desclassificado   |
| —                 | Albert Glandaz                  | desconhecido                                                    | Colette        | França      | Desclassificado   |
| —                 | Eugène Laverne                  | Georges Pottier, Jonet-Pastré e Pierre de Boulogne              | Sidi-Fekkar    | França      | Desclassificado   |
| —                 | Édouard Mézan de Malartic       | desconhecido                                                    | Jeannette      | França      | Desclassificado   |
| —                 | Roosevelt                       | desconhecido                                                    | Verveine       | França      | Desclassificado   |